# Marcel Desailly
Marcel Desailly (wym. [maʁsɛl dəsaji]; ur. 7 września 1968 w Akrze jako Odonkey Abbey) – francuski piłkarz występujący na pozycji obrońcy lub pomocnika, reprezentant Francji, zdobywca Mistrzostwa Świata 1998, Mistrzostwa Europy 2000 oraz dwóch Klubowych Pucharów Europy (1993, 1994), w 2005 roku zakończył karierę w katarskim klubie Qatar Sports Club.

## Kariera klubowa
Desailly urodził się w Ghanie, jednak w wieku 4 lat został adoptowany przez rodzinę francuskiego dyplomaty i wychował się we Francji. W 1986 roku rozpoczął profesjonalną karierę piłkarską w zespole FC Nantes Atlantique (Ligue 1). W 1992 przeniósł się do Olympique Marsylia, z którym wygrał Ligue 1 w 1993 roku, jednak tytułu nie zdobył, gdyż klub pozbawiono go z powodu skandalu korupcyjnego. W tym samym roku sięgnął z zespołem po Klubowy Puchar Europy, wygrywając pierwszą edycję Ligi Mistrzów. Był to pierwszy w historii triumf klubu francuskiego w tych rozgrywkach. W 1994 został zakupiony przez największego giganta europejskiego futbolu wczesnych lat 90. A.C. Milan. Tam powtórzył wyczyn zdobycia Klubowego Pucharu Europy w 1994. Z zespołem z San Siro dwa razy sięgał także po mistrzostwo Włoch, w 1994 i 1996 oraz Superpuchar Europy w 1994 roku. W 1998 roku Desailly, już jako zdobywca Mistrzostwa Świata, został zakupiony za 4,6 mln funtów przez Chelsea F.C., trenowanej przez Ruuda Gullita. Piłkarz szybko zaadaptował się do warunków gry w Premier League. W drużynie Chelsea grał na środku obrony lub na pozycji defensywnego pomocnika. W swoim pierwszym sezonie zajął z klubem 3. miejsce w Premier League. W sezonie 1999/2000 występował w meczach Ligi Mistrzów i zdobył z drużyną Puchar Anglii. Po odejściu Dennisa Wise’a Desailly został kapitanem Chelsea. W 2003 roku zdobył w meczu ligowym z Liverpool decydującą o zajęciu 4. miejsca bramkę, która otworzyła Chelsea drogę do Ligi Mistrzów. W 2004 roku doszedł wraz z drużyną do półfinału, w którym, w pierwszym meczu z AS Monaco został wyrzucony z boiska. Desailly szykował się do odejścia z drużyny Romana Abramowicza i José Mourinho, jednak zostawił godnego następcę, Johna Terry’ego. W 2004 roku przeniósł się do Kataru, gdzie kończył swoją piłkarską karierę. Tam grał w zespole Al-Gharafa, gdzie był nawet najlepszym strzelcem. 2005 rok spędził w Qatar Sports Club, który był jego ostatnim klubem w karierze.

## Kariera reprezentacyjna
Desailly zadebiutował w reprezentacji Francji w 1993 roku, jednak dopiero w 1996 wywalczył sobie miejsce w podstawowym składzie. Był jednym z filarów drużyny, która zdobyła Mistrzostwo Świata 1998 oraz Mistrzostwo Europy 2000. Po odejściu Didiera Deschampsa został kapitanem drużyny. Zdobył również dwa razy Puchar Konfederacji (2001 i 2003), występował na Mistrzostwach Świata 2002 oraz Mistrzostwach Europy 2004, po których zakończył reprezentacyjną karierę. Desailly był liderem, jeżeli chodzi o liczbę rozegranych w reprezentacji Francji meczów, których ma na swoim koncie 116 (3 bramki), ale został wyprzedzony przez Thurama.